# The NeverEnding Story III
The NeverEnding Story III (in sommige landen ook bekend als The NeverEnding Story III: Escape From Fantasia) is een Duits-Amerikaanse fantasyfilm uit 1994, gebaseerd op het boek Het oneindige verhaal van Michael Ende. De film bevat echter alleen de personages uit dit boek, maar volgt verder een uniek verhaal. De film is het vervolg op The NeverEnding Story II: The Next Chapter.
De film is geregisseerd door Peter MacDonald. Hoofdrollen worden vertolkt door Jason James Richter, Ryan Bollman, Julie Cox, Melody Kay en Tony Robinson.

## Verhaal
Enkele jaren zijn verstreken sinds de vorige film. Bastian Bux’ vader is opnieuw getrouwd. Daardoor heeft Bastian nu zowel een stiefmoeder, Jane, als stiefzus, Nicole. Nicole is echter niet blij met haar nieuwe familie.
Bastian gaat voor het eerst naar de middelbare school, en wordt al snel doelwit van een groep pestkoppen die zichzelf "The Nasties" noemen. Hij vlucht voor de groep de bibliotheek van de school in, welke tot zijn verbazing wordt gerund door Mr. Koreander. Ook het boek Het oneindige verhaal bevindt zich in de bibliotheek. Bastian gebruikt het boek om weer naar Fantasia te gaan.
The Nasties vinden het boek niet veel later, en ontdekken al snel hoe ze het kunnen gebruiken om de gebeurtenissen in Fantasia te sturen. Ze terroriseren het land met vuurballen en een storm. Bastian, de trol Barktroll, de gnomen Engywook en Urg, Rockbiters zoon Junior, en de geluksdraak Falkor krijgen van de keizerin de opdracht het boek terug te halen en de Auryn te vinden. Door een ongeluk belandt de groep echter op aarde, en raakt elkaar kwijt. Bastian vindt Falkor en Junior al snel weer terug. Terwijl Falkor de anderen probeert te vinden, neemt Bastian Junior mee naar zijn huis.
Nicole vindt de Auryn in Bastians kamer, en ontdekt de gave van het ding om wensen te vervullen. Na wat omzwervingen komt de groep van Fantasiawezens weer bij elkaar. Ze willen de Auryn gaan terughalen van Nicole, maar de Nasties zijn hen voor. Door hun toedoen wordt iedereen in het winkelcentrum waar ze zich bevinden opeens kwaadaardig, en verschijnt in Fantasia een monster dat de keizerin probeert te doden. Even dreigt Bastian ook slecht te worden, maar Nicole redt hem. Ze vertrouwt hem ook toe dat haar echte vader haar en haar moeder vaak mishandelde, en ze daarom geen andere familie dan haar moeder vertrouwt.
De twee haasten zich terug naar het winkelcentrum. Daar weet Bastian de Auryn en het boek terug te krijgen. Hij verslaat de Nasties met een aantal wensen, en verandert hen in voorbeeldige studenten. Daarna herstelt hij Fantasia. De Fantasiawezens keren huiswaarts.

## Rolverdeling
| Acteur              | Personage             |
| ------------------- | --------------------- |
| Jason James Richter | Bastian Bux           |
| Melody Kay          | Nicole                |
| Jack Black          | Slip                  |
| Carole Finn         | Mookie                |
| Ryan Bollman        | Dog                   |
| Freddie Jones       | Koreander             |
| Julie Cox           | The Childlike Empress |
| Moya Brady          | Urgl                  |
| Tony Robinson       | Engywook              |
| Thomas Petruo       | Bighead               |
| Tracey Ellis        | Jane Bux              |
| Kevin McNulty       | Barney Bux            |
| Nicole Parker       | Coil                  |

## Achtergrond
De film werd in de Verenigde Staten twee jaar na de première in Duitsland uitgebracht, en was maar in een beperkt aantal bioscopen te zien.
De film kreeg over het algemeen negatieve reacties. Veel fans van het boek vonden dit de slechtste van de drie films. Veel van de personages hebben voor de film een verandering ondergaan om qua uiterlijk meer te lijken op hun versies uit de animatieserie, en lijken derhalve niet meer op de versies uit de vorige twee films. Atreyu, een van de hoofdpersonages uit de eerste twee films, doet niet meer mee in deze film.

## Prijzen en nominaties
In 1995 werd de film genomineerd voor een International Fantasy Film Award in de categorie Beste Film.